# Pangandaran (plaats)
Pangandaran is een kustplaats gelegen in het gelijknamige regentschap in West-Java, Indonesië. Het is gelegen aan de zuidelijke kust van Java. De stranden worden als een van de beste in Java beschouwd en zijn prima geschikt om te surfen.
Er is een lokaal geloof, dat wanneer men groene kleding draagt in de omgeving, dit de Javaanse godin van de zuidelijke zee Loro Kidul (of Roro Kidul) boos maakt, en ongeluk zal brengen.

## Nationaal park
Het nationale park van Penanjung Pangandaran is in de nabijheid van Pangandaran gelegen op een schiereiland. Ongeveer 80 procent van het park is secundair regenwoud. In het park komt de Rafflesia voor.

## Tsunami
Een tsunami trof de regio op 17 juli 2006. Een zeebeving met een kracht van 7,2 op de schaal van Richter zette een 3 meter hoge golf in beweging. Er werd ernstige schade aangericht en honderden mensen kwamen om het leven.

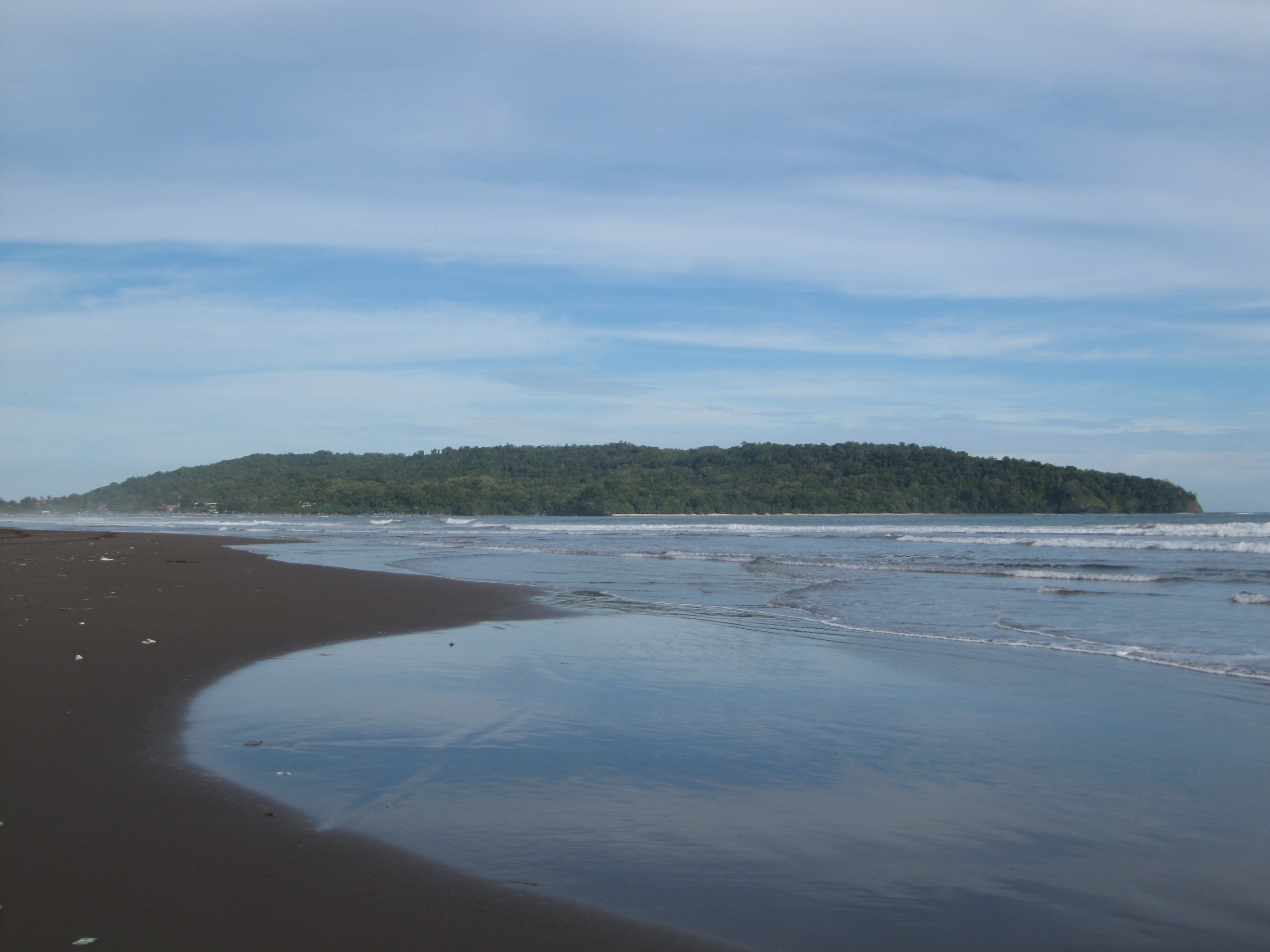
Strand van Pangandaran met uitzicht op het schiereiland
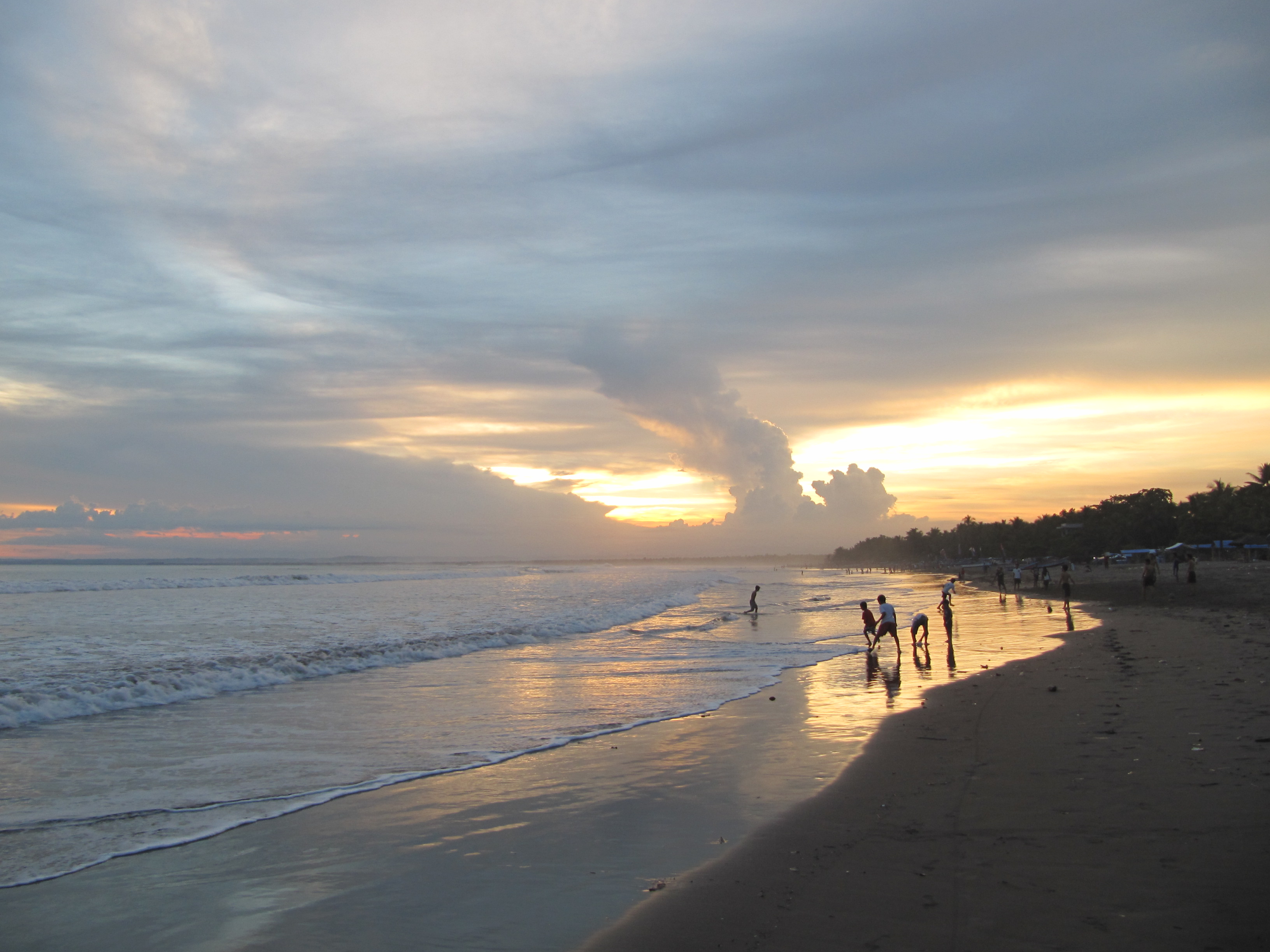
Zonsondergang op het strand van Pangandaran